# Sergei Kalinin
Viktor Shamburkin, né le 23 décembre 1926 à Iaroslavl et mort le 17 octobre 1997, est un tireur sportif soviétique puis russe.

## Palmarès

### Jeux olympiques d'été
- Jeux olympiques d'été de 1960 de Rome
  -  Médaille de bronze en fosse olympique[2]